# Інгуська мова
Інгу́ська мо́ва — мова інгушів, нахського народу Північного Кавказу, який є основним населенням Республіки Інгушетія (суб'єкт РФ), а також має значне поширення у прилеглих автономіях — Чечні та Північній Осетії.

## Класифікація і чисельність носіїв
Інгуська мова, разом з чеченською, належить до вайнахської підгрупи нахської (нахо-дагестанської) групи кавказьких (іберійсько-кавказьких) мов.
Розмовляють інгуською мовою в світі приблизно 0,4 млн осіб, з них понад 9/10 — в Росії, решта — в країнах колишнього СРСР, зокрема понад 10 000 осіб у Казахстані, також у Туреччині. 164 особи з числа 455 інгушів Україні назвали інгуську рідною.

## Характерні особливості інгуської мови
Відмітними рисами інгуської мови є:
У морфології:
- іме́нникові властиві категорії числа, відмінка, іменні класи.
- аглютинація поєднується з внутрішньою флексією.

У синтаксисі:
- ергативна конструкція речення[2].

У фонетиці:
- велике число голосних і приголосних фонем.

## Писемність і абетка
На початку XX ст. інгуська мова мала писемність на основі арабської абетки. Після Жовтневої революції 1917 року писемність було перевено на латиницю (у 1923—1928 рр. використовували власне інгуську абетку, у 1928—1937 рр. чечено-інгуську), зрештою 1938 року створено інгуську абетку на базі кирилиці.
Абетка 1923—1928 рр.
| А а   | Æ æ   | Ä ä | B b   | C c   | Č č   | D d   | E e   |
| F f   | G g   | H h | ɧ     | I i   | J j   | K k   | L l   |
| M m   | N n   | Ņ ņ | O o   | Ö ö   | P p   | Q q   | R r   |
| S s   | Š š   | T t | U u   | Ü ü   | V v   | X x   | X́ x́   |
| Y y   | Z z   | Ž ž | Ch ch | Čh čh | Kh kh | Ph ph | Th th |
| Qh qh | Gh gh |     |       |       |       |       |       |

Сучасна абетка
| А а   | Аь аь | Б б   | В в   | Г г   | ГӀ гӀ | Д д   | Е е   |
| Ё ё   | Ж ж   | З з   | И и   | Й й   | К к   | Кх кх | Къ къ |
| КӀ кӀ | Л л   | М м   | Н н   | О о   | П п   | ПӀ пӀ | Р р   |
| С с   | Т т   | ТӀ тӀ | У у   | Ф ф   | Х х   | Хь хь | XӀ хӀ |
| Ц ц   | ЦӀ цӀ | Ч ч   | ЧӀ чӀ | Ш ш   | Щ щ   | Ъ ъ   | Ы ы   |
| Ь ь   | Э э   | Ю ю   | Я я   | Яь яь | Ӏ     |       |       |

## Використання інгуської мови
Інгуська — цілком сучасна мова, яка нарівні з російською має офіційний статус у Республіці Інгушетія; широко представлена в ЗМІ (на телебаченні і в пресі), щоправда, обмежено в Інтернеті.

## Приклад
«Заповіт» Т. Шевченка інгушською мовою (переклав Хаджі-Бекір Муталієв)
| ВАСКЕТ Велча оаш дӀаволлалаш Лакхача, цу гув тӀа, Езача са Украинан Шерача арен тӀа: Яьржа яда уж аренаш, Дода Днепр, лоамаш Гуча,— хозаргйолча сона Додаш цо ю гӀараш! Сай мехкара моастагӀий цӀий, Сийнца фордах тохаш, Цо дихьача,— тӀаккха чехка Уж аренаш, лоамаш Дита водаргва со масса Ламаз де цу далла. Бакъда, из ха хьаотталца, Вовзац сона даьла. Со дӀаволла, тӀаккха гӀовтта, ГӀабаш вӀашагӀдаха, МоастагӀий из бирса во цӀий Мукъаленах тоха! ТӀаккха, шоай дезалла юкъе, Мукъа, керда дахаш, Во ца оалаш, кӀаьда аьле, Со а виц ма велаш. |

Джерело: Українська бібліотека